# Орлёнок (парк, Киев)
Парк «Орлёнок» — один из парков киевского жилмассива Отрадный, находится южнее начала бульвара Вацлава Гавела.

## Описание
После войны начинается благоустройство района Отрадный. Жилой массив строился в 1959—1965 годах по проекту архитекторов Н. М. Скрибицкого, В. И. Сусского, А. Д. Корнеева, Е. П. Репринцевой и А. И. Заварова. Массив был застроен 5- и 9-этажными домами. В эти же года был заложен и парк «Орлёнок», который разметили между бульваром Вацлава Гавела, улицей Николая Василенко и Гарматной улицей.

## Галерея

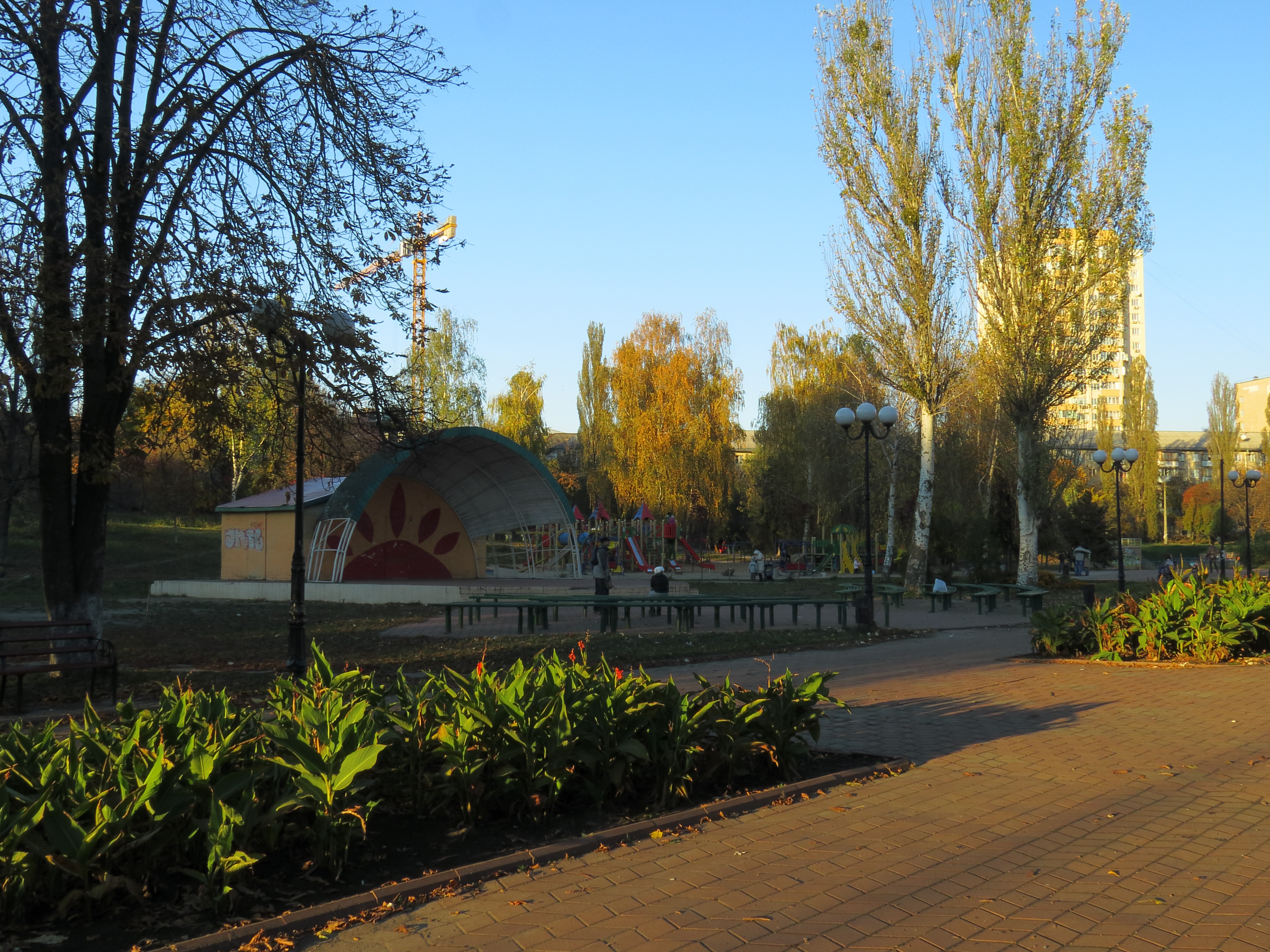
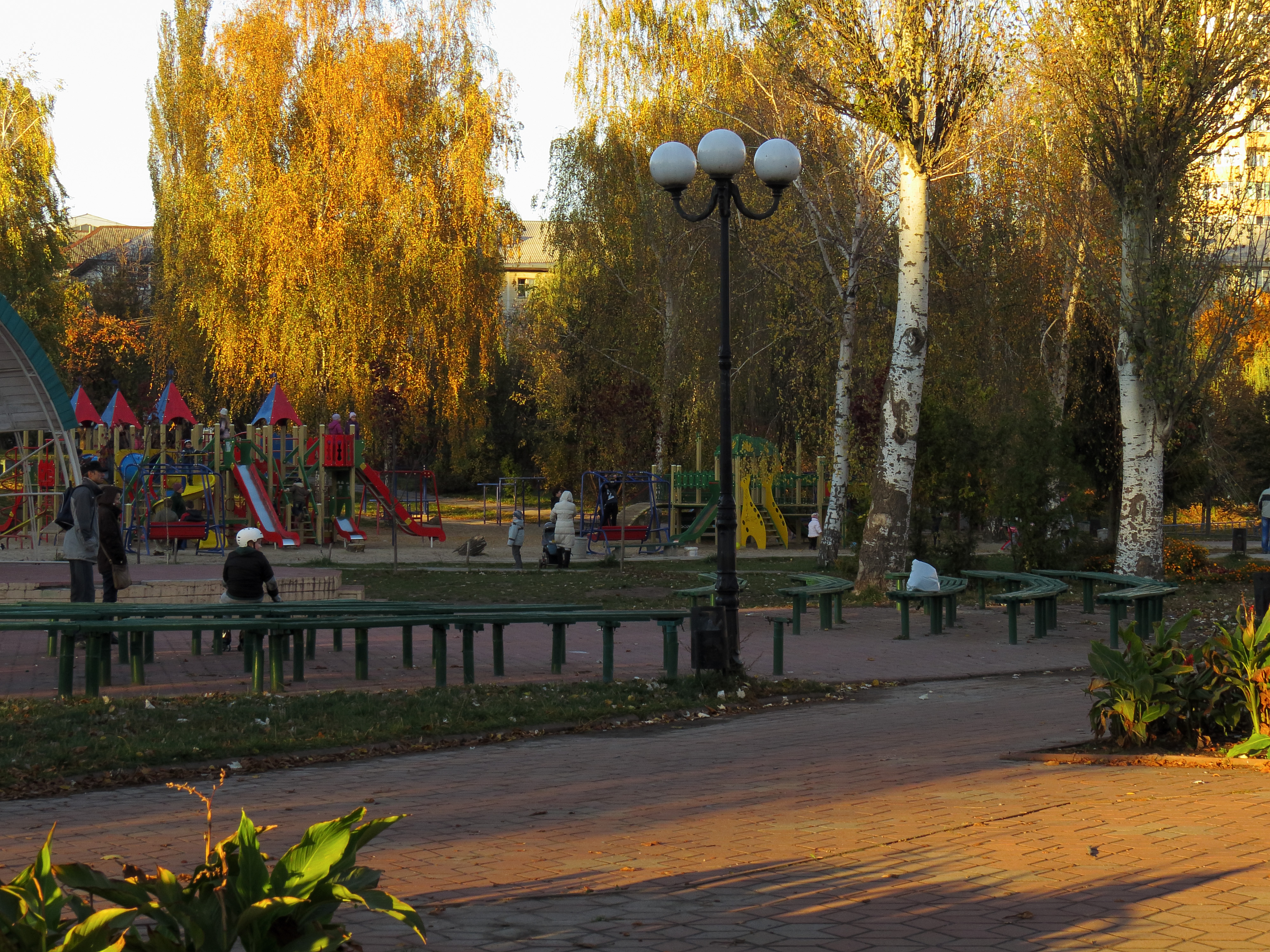
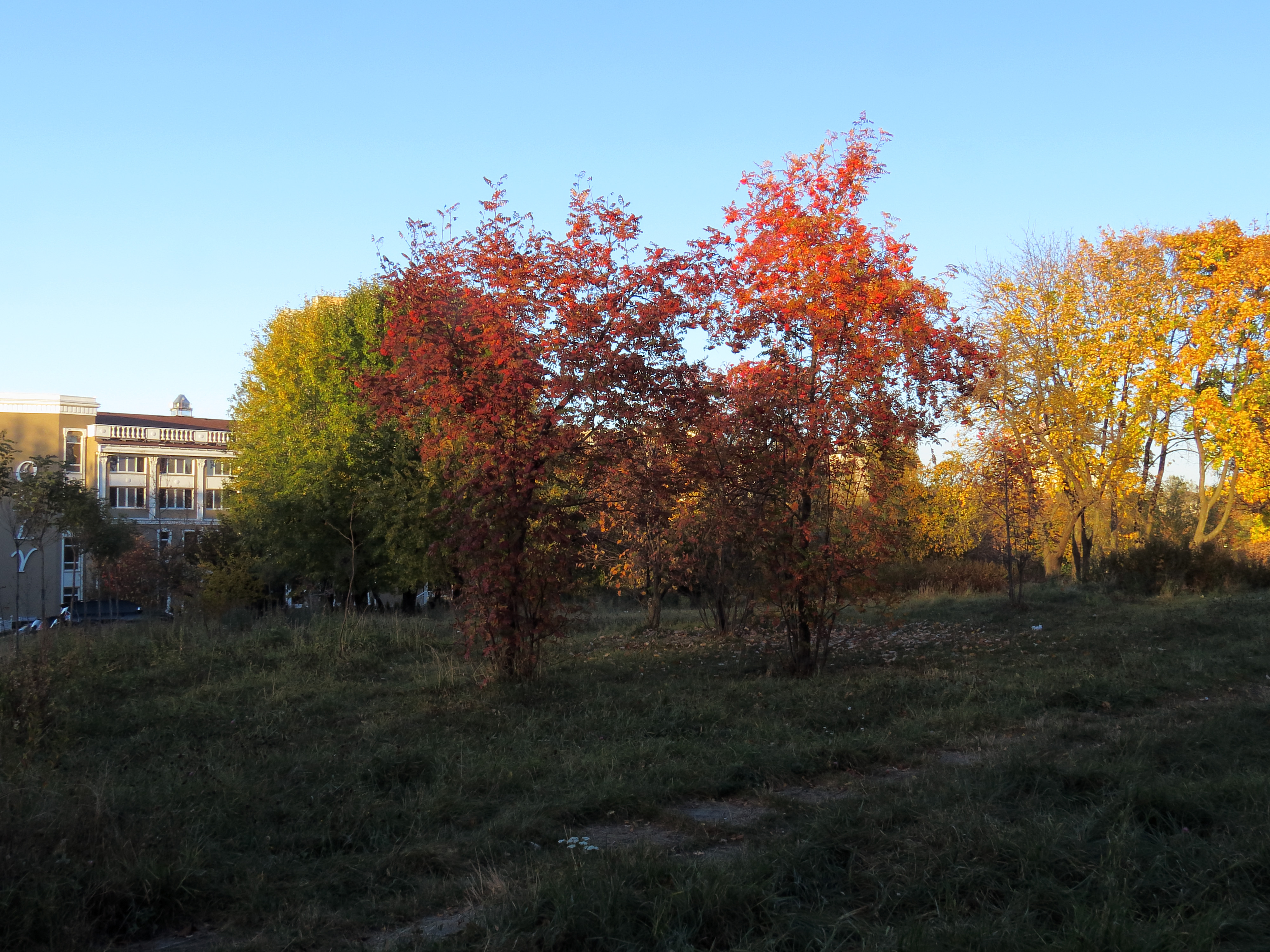
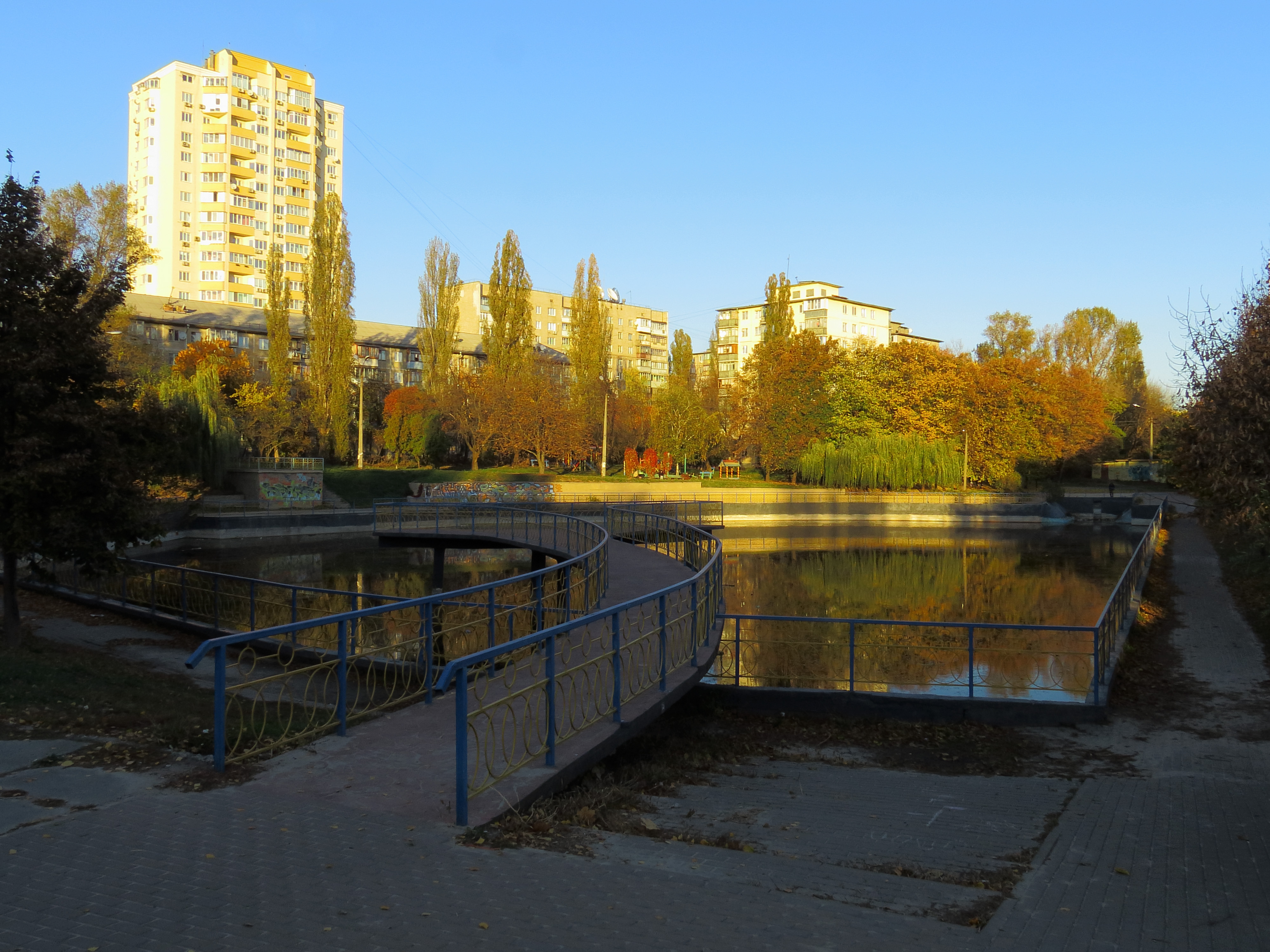